# Hosur, Sagar
Hosur là một làng thuộc tehsil Sagar, huyện Shimoga, bang Karnataka, Ấn Độ.